# Philippe Jean (peintre)
Pour les articles homonymes, voir Philippe Jean et Jean.
Philippe Jean, né en 1755 à Saint-Ouen dans l'île de Jersey et mort en 1802 dans le Kent en Angleterre, est un artiste peintre, portraitiste et miniaturiste jersiais.

## Biographie
Philippe Jean naquit dans la paroisse occidentale de Saint-Ouen, formant une péninsule tournée vers l'île voisine de Guernesey. Il était le fils de Nicolas Jean et de Marie Grandin et vivait non loin du manoir de Saint-Ouen. Il fut d'abord marin dans la Royal Navy, mais plus tard, il se consacra à sa passion, la peinture. Il était surtout un portraitiste et un miniaturiste. Il peint de nombreuses huiles.
Philippe Jean s'installa à Londres et fut autorisé à peindre plusieurs membres de la famille royale britannique. Il peignit ainsi le roi George III, la reine Charlotte (grand-mère de la reine Victoria). Il présenta ses œuvres dans les salons de la Royal Academy situés à cette époque dans le vaste bâtiment néoclassique du Somerset House.
Parmi sa collection de toiles, plusieurs de ses œuvres sont présentées au Victoria and Albert Museum, au château de Windsor, à la National Gallery ainsi qu'à Jersey.
Philippe Jean fut marié deux fois. Sa première femme (marié en 1781 à Jersey) était Anne Noël (1758 à Jersey - 1787) ; ils eurent deux enfants, Roger, qui devint un miniaturiste et Anne Marthe. Après le décès de sa première épouse, il se remaria en 1788 avec Marie de Sainte-Croix (1763 à Jersey - 1820), à Saint-Sauveur et eurent quatre enfants (Marie, Harriot, Philippe et Henriette Elizabeth).